# Palazzo Cavalletti
Palazzo Cavalletti è un palazzo di Roma in stile manieristico, che si trova a Piazza Campitelli all'angolo con via Cavalletti, nel rione Campitelli, accanto al palazzo Albertoni Spinola.

## Storia
Il palazzo fu costruito nel XVI secolo per la famiglia una famiglia di ricchi calcografi romani. Secondo alcuni autori è opera di Giacomo della Porta. 

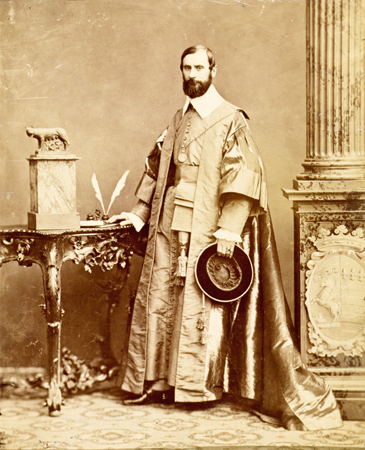
Francesco Cavalletti Rondinini, l'ultimo Senatore di Roma", che è vissuto nel palazzo XIX secolo.

Nel secolo successivo, l'edificio si trasferì in un ramo della famiglia Cavalletti in cui si estinse la famiglia di Rossi. I Cavalletti ordinarono una ristrutturazione e una nuova decorazione.
Nel palazzo viveva, nel 1800, l'ultimo senatore di Roma, Francesco Cavalletti Rondinini.
La famiglia possedeva anche una villa Cavalletti a Grottaferrata. 

## Descrizione
La facciata, su piazza Campitelli, si apre con un elegante portale tra due coppie di finestre architravate.
Al piano nobile si aprono cinque finestre architravate con fregi decorati a festoni e al secondo piano si aprono altre cinque finestre più piccole.
Il terzo piano l'attico sono un'aggiunta del XIX secolo.